# Efflatounaria nana
Efflatounaria nana is een zachte koraalsoort uit de familie Xeniidae. De koraalsoort komt uit het geslacht Efflatounaria. Efflatounaria nana werd in 1931 voor het eerst wetenschappelijk beschreven door Hickson. 